# Lijst van internationale nachttreinen vanuit Nederland en België
De volgende internationale nachttreinen rijden of reden vanuit Nederland en België (en terug):

## Nachttreinen
| Treinnummer | Naam                               | Bedrijf                                                                                | Trajectverloop | Trajectverloop | Startdatum       | Einddatum                                         | Indicatie van seizoen en/of frequentie |
| ----------- | ---------------------------------- | -------------------------------------------------------------------------------------- | --- | --- | ---------------- | ------------------------------------------------- | --- |
| NJ 425      |                                    | ÖBB (Nightjet)                                                                         | Brussel‑Zuid/Midi – Brussel‑Noord – Luik‑Guillemins – Aachen Hbf – Bonn Hbf – Koblenz Hbf – Mainz Hbf – Frankfurt (Main) Flughafen Fernbf – Frankfurt (Main) Süd – Nürnberg Hbf – Regensburg Hbf – Passau Hbf – Wels Hbf – Linz Hbf – Amstetten – St. Pölten Hbf – Wien Meidling – Wien Hbf | Brussel‑Zuid/Midi – Brussel‑Noord – Luik‑Guillemins – Aachen Hbf – Bonn Hbf – Koblenz Hbf – Mainz Hbf – Frankfurt (Main) Flughafen Fernbf – Frankfurt (Main) Süd – Nürnberg Hbf – Regensburg Hbf – Passau Hbf – Wels Hbf – Linz Hbf – Amstetten – St. Pölten Hbf – Wien Meidling – Wien Hbf | januari 2020     | -                                                 | Eerst 2x per week. Na een onderbreking door de coronacrisis ging deze weer rijden vanaf mei 2021, driemaal per week. |
| NJ 40421    |                                    | ÖBB (Nightjet)                                                                         | Amsterdam Centraal – Utrecht Centraal – Arnhem Centraal – Düsseldorf Hbf – Köln Hbf – Bonn Hbf – Koblenz Hbf – Mainz Hbf – Frankfurt (Main) Flughafen Fernbf – Frankfurt (Main) Süd – Würzburg Hbf – Nürnberg Hbf – | Regensburg Hbf – Passau Hbf – Wels Hbf – Linz Hbf – Amstetten – St. Pölten Hbf – Wien Meidling – Wien Hbf | mei 2021         | -                                                 | Dagelijks, de Nightjet uit Amsterdam wordt in Keulen-West driemaal per week gekoppeld aan de Nightjet uit Brussel, en daarna in Neurenberg aan de Nightjet uit Hamburg. Daar gebeurt tevens de splitsing in treindelen richting Wenen en Innsbruck.          |
| NJ 421      |                                    | ÖBB (Nightjet)                                                                         | Amsterdam Centraal – Utrecht Centraal – Arnhem Centraal – Düsseldorf Hbf – Köln Hbf – Bonn Hbf – Koblenz Hbf – Mainz Hbf – Frankfurt (Main) Flughafen Fernbf – Frankfurt (Main) Süd – Würzburg Hbf – Nürnberg Hbf – | Augsburg Hbf – München Hbf – Rosenheim – Kufstein – Wörgl Hbf – Jenbach – Innsbruck Hbf | mei 2021         | -                                                 | Dagelijks, de Nightjet uit Amsterdam wordt in Keulen-West driemaal per week gekoppeld aan de Nightjet uit Brussel, en daarna in Neurenberg aan de Nightjet uit Hamburg. Daar gebeurt tevens de splitsing in treindelen richting Wenen en Innsbruck.          |
| NJ 403      |                                    | ÖBB (Nightjet)                                                                         | Amsterdam – Bazel – Zürich | Amsterdam – Bazel – Zürich | december 2021    | -                                                 | |
|             | GreenCityTrip                      | Flywise Travel                                                                         | van Amsterdam en Utrecht naar Praag, Wenen en Innsbruck – Milaan / Verona – Venetië. Vanaf 25 mei 2022 ook naar Kopenhagen – Göteborg, Bologna, Florence, Salzburg, Como, Bolzano en Linz. | van Amsterdam en Utrecht naar Praag, Wenen en Innsbruck – Milaan / Verona – Venetië. Vanaf 25 mei 2022 ook naar Kopenhagen – Göteborg, Bologna, Florence, Salzburg, Como, Bolzano en Linz. | 15 oktober 2021  | 18 december 2023                                  | reed afwisselend maar onregelmatig op verschillende assen. Dit was geen reguliere nachttrein omdat tickets enkel beschikbaar waren met drie nachten verschil tussen heen- en terugreis, en typisch aangeboden werden als pakketreis in combinatie met hotel. |
|             | TUI Ski Express                    | TUI + FlyWise Travel + Train Charter Services (treinvervoer) + Euro-Express Sonderzüge | van Amsterdam en Utrecht rechtstreeks naar Oostenrijk: Wörgl (splitsing) - Salzburgerland: St. Johann in Tirol, Zell am See en Saalfelden - Tirol: Innsbruck, Landeck en Bludenz | Bediende twee reeksen wintersportbestemmingen in Oostenrijk: Tirol: Stubaital, Zillertal, Brixental | 23 december 2022 | 16 maart 2024                                     | eind december tot eind maart, elke vrijdagavond heenrit, zaterdagavond terugrit |
|             | Alpen Expres: wintersporttrein     |                                                                                        | Den Haag naar Bischofshofen (via onder andere Zell am See) en naar Bludenz (via onder andere Innsbruck en Landeck) | Den Haag naar Bischofshofen (via onder andere Zell am See) en naar Bludenz (via onder andere Innsbruck en Landeck) |                  | -                                                 | skiseizoen |
|             | VSOE                               |                                                                                        | | |                  |                                                   | |
|             | Ostende-Wien Express               | CIWL                                                                                   | Oostende - Brussel Noord - Luik - Keulen - Mainz - Frankfurt am Main - Passau - Linz - Wenen Westbahnhof eenmaal per week verder naar Constanța en naar Triëst | Oostende - Brussel Noord - Luik - Keulen - Mainz - Frankfurt am Main - Passau - Linz - Wenen Westbahnhof eenmaal per week verder naar Constanța en naar Triëst | 1894             | 1993                                              | dagelijks |
| D 224, 225  | Bayern-Austria-Nachtexpress        | ÖBB, DB, SNCB, NS                                                                      | Wien Westbf. – St. Pölten – Amstetten – Linz – Wels – Bad Schallerb-Wallern. – Grieskirchen-Gallspach – Neumarkt-Kallham – Schärding – Passau – Plattling – Straubing – Regensburg – Nürnberg – Würzburg – Gemünden – Aschaffenburg – Hanau – Frankfurt am Main (K) – Mainz – Bingerbrück – Koblenz – Bonn – Köln Hbf (K) – Aachen – Verviers – Liège-G. – Brussel – Gent-St. Pieters – Brugge – Oostende Doorgaande rijtuigen: Wien-Köln-(D214)-Amsterdam, Amsterdam-(D215)-Köln-(D225)-Wien. | Wien Westbf. – St. Pölten – Amstetten – Linz – Wels – Bad Schallerb-Wallern. – Grieskirchen-Gallspach – Neumarkt-Kallham – Schärding – Passau – Plattling – Straubing – Regensburg – Nürnberg – Würzburg – Gemünden – Aschaffenburg – Hanau – Frankfurt am Main (K) – Mainz – Bingerbrück – Koblenz – Bonn – Köln Hbf (K) – Aachen – Verviers – Liège-G. – Brussel – Gent-St. Pieters – Brugge – Oostende Doorgaande rijtuigen: Wien-Köln-(D214)-Amsterdam, Amsterdam-(D215)-Köln-(D225)-Wien. | 1991             | 1993                                              | |
| EN 224/225  | Donauwalzer                        |                                                                                        | (Oostende) - Brussel - Luik - Keulen - Mainz - Frankfurt am Main - Passau -Linz - Wenen ook doorgaande rijtuigen naar Amsterdam | (Oostende) - Brussel - Luik - Keulen - Mainz - Frankfurt am Main - Passau -Linz - Wenen ook doorgaande rijtuigen naar Amsterdam | 23 mei 1993      | december 2002                                     | |
| EN 324/325  | Donauwalzer                        |                                                                                        | Brussel - Luik - Keulen - Mainz - Frankfurt am Main - München - Salzburg -Linz - Wenen | Brussel - Luik - Keulen - Mainz - Frankfurt am Main - München - Salzburg -Linz - Wenen | december 2002    | vanaf december 2003 deel Brussel-Keulen geschrapt | |
|             | AutoSlaap Trein                    |                                                                                        | 's-Hertogenbosch – Bologna 's-Hertogenbosch – Alessandria 's-Hertogenbosch – Livorno | 's-Hertogenbosch – Bologna 's-Hertogenbosch – Alessandria 's-Hertogenbosch – Livorno |                  | december 2002                                     | zomermaanden |
|             | AutoSlaap Trein                    |                                                                                        | 's-Hertogenbosch – Avignon | 's-Hertogenbosch – Avignon |                  | 2013 stopgezet                                    | zomermaanden |
|             | AutoSlaap Trein                    |                                                                                        | 's-Hertogenbosch – Koper | 's-Hertogenbosch – Koper | 2013             | stopgezet                                         | zomermaanden |
|             | Moskou Expres Hoek-Warszawa Expres |                                                                                        | Hoek van Holland - Schiedam-Rotterdam West -, Utrecht Centraal - Amersfoort - Deventer- Hengelo - Oldenzaal - Bad Bentheim - Rheine - Osnabrück Hbf - Hannover Hbf - Helmstedt - Berlijn - Frankfurt (Oder) - Warschau Het doorgaande slaaprijtuig naar Brest-Litowsk - Minsk - Moskou werd in Warschau aan de exprestrein naar Moskou gekoppeld. | Hoek van Holland - Schiedam-Rotterdam West -, Utrecht Centraal - Amersfoort - Deventer- Hengelo - Oldenzaal - Bad Bentheim - Rheine - Osnabrück Hbf - Hannover Hbf - Helmstedt - Berlijn - Frankfurt (Oder) - Warschau Het doorgaande slaaprijtuig naar Brest-Litowsk - Minsk - Moskou werd in Warschau aan de exprestrein naar Moskou gekoppeld. | 1960             | 23 mei 1993                                       | |
|             | Jan Kiepura                        | EuroNight                                                                              | Amsterdam Centraal – Warschau – Minsk Pass./Praag hl.n./Kopenhagen H (per december 2014 was Oberhausen Hbf begin- en eindpunt, per december 2015 was dat Köln Hbf | Amsterdam Centraal – Warschau – Minsk Pass./Praag hl.n./Kopenhagen H (per december 2014 was Oberhausen Hbf begin- en eindpunt, per december 2015 was dat Köln Hbf | 2004             | december 2014 deel Amsterdam-Moskou geschrapt     | |
|             | Camino Azul                        |                                                                                        | Amsterdam HS, Rotterdam, Roosendaal(locwissel), Station Brussel-Zuid(locwissel), Brussel-Noord, Brussel-Luxemburg - Namen - Arlon - Luxemburg - Nîmes - Montpellier - Agde - Béziers - Perpignan - Collioure - Port-Vendres - Banyuls - Cerbère - Portbou | Amsterdam HS, Rotterdam, Roosendaal(locwissel), Station Brussel-Zuid(locwissel), Brussel-Noord, Brussel-Luxemburg - Namen - Arlon - Luxemburg - Nîmes - Montpellier - Agde - Béziers - Perpignan - Collioure - Port-Vendres - Banyuls - Cerbère - Portbou |                  | 28 september 2003                                 | |
|             | Freccia del Sole                   |                                                                                        | Denderleeuw - Brussel Zuid/Noord/Luxemburg, Namen, Aarlen, Luxembourg, Domodossola, Milaan Lambrate, Bologna Centrale tot december 2002 reed de trein nog verder tot aan de badstad Ancona en Ventimiglia | Denderleeuw - Brussel Zuid/Noord/Luxemburg, Namen, Aarlen, Luxembourg, Domodossola, Milaan Lambrate, Bologna Centrale tot december 2002 reed de trein nog verder tot aan de badstad Ancona en Ventimiglia | 31 mei 1974      | 28 september 2003                                 | wekelijks |

## CityNightLine-treinen vanuit Nederland en België (2003-2016)
| Treinnummer           | Naam                  | Trajectverloop | Startdatum            | Einddatum             | Overname |
| Van en naar Nederland | Van en naar Nederland | Van en naar Nederland | Van en naar Nederland | Van en naar Nederland | Van en naar Nederland |
| --------------------- | --------------------- | --- | --------------------- | --------------------- | --- |
| 318/319               | Pollux                | Amsterdam Centraal – Utrecht Centraal – Arnhem – Duisburg Hbf – Düsseldorf Hbf – Köln Hbf – Bonn Hbf – Koblenz Hbf – Stuttgart Hbf – Plochingen – Göppingen – Geislingen (Steige) – Ulm Hbf – Günzburg – Augsburg Hbf – München Hbf | 7 december 2003       | 9 december 2016       | Reed op winterse zaterdagen verder naar Garmisch – Partenkirchen in de zomer dagelijks; in de winter op vrijdag, zaterdag, zondag en maandag aankomst/vertrek in Nederland |
| 40418/40419           | Pegasus               | Amsterdam Centraal – Utrecht Centraal – Arnhem – Duisburg Hbf – Düsseldorf Hbf – Köln Hbf – Bonn Hbf – Koblenz Hbf – Karlsruhe Hbf – Baden-Baden – Offenburg – Freiburg (Breisgau) Hbf – Basel Bad Bf – Basel SBB – Baden – Zürich HB | 7 december 2003       | 9 december 2016       | Reed op winterse zaterdagen verder naar Brig in de zomer dagelijks; in de winter op vrijdag, zaterdag, zondag en maandag aankomst/vertrek in Nederland                     |
| 378/379               | Kopernikus            | Amsterdam Centraal – Utrecht Centraal – Arnhem – Emmerich – Oberhausen Hbf – Duisburg Hbf – Düsseldorf Hbf – Köln Hbf – Solingen Hbf – Wuppertal Hbf – Hagen Hbf – Dortmund Hbf – Hamm (Westf) – Bielefeld Hbf – Hannover Hbf (dienst stop) – Berlin Hbf – Berlin Ostbahnhof – Berlin–Schönefeld Flughafen – Dresden–Neustadt – Dresden Hbf – Bad Schandau – Děčín hlavní nádraží – Ústi nad Labem hlavní nádraží – Praha Holešovice | 9 december 2007       | 13 december 2014      | |
| 40347/40348           | Borealis              | Amsterdam Centraal – Utrecht Centraal – Arnhem – Emmerich – Oberhausen Hbf – Duisburg Hbf – Düsseldorf Hbf – Köln Hbf – Solingen Hbf – Wuppertal Hbf – Hagen Hbf – Dortmund Hbf – Hamm (Westf) – Bielefeld Hbf – Hannover Hbf – Neumünster – Flensburg – Padborg – Kolding – Odense – Ringsted – Høje Taastrup – København H | 9 december 2007       | 2 november 2014       | |
| 300/301               | Apus                  | Amsterdam Centraal – Utrecht Centraal – Arnhem – Emmerich – Düsseldorf Hbf – Köln Hbf – Bonn Hbf – Koblenz Hbf – Mainz Hbf – Frankfurt (Main) Hbf – Mannheim Hbf – Karlsruhe Hbf – Basel Bad Bf – Basel SBB – (Gotthardroute) – Bellinzona – Lugano – Chiasso – Como S. Giovanni – Milano Centrale | 9 december 2007       | 13 december 2009      | Op zondagen via de Simplon-route op vrijdag, zaterdag, zondag aankomst/vertrek in Nederland                                                                                |
| 312/313               | Donau Kurier          | Amsterdam Centraal – Utrecht Centraal – Arnhem – Emmerich – Düsseldorf Hbf – Köln Hbf – Bonn Hbf – Koblenz Hbf – Mainz Hbf – Frankfurt(Main) Hbf – Mannheim Hbf – Karlsruhe Hbf – Salzburg Hbf – Wels Hbf – Linz Hbf – St. Pölten Hbf – Wien Hütteldorf – Wien Westbahnhof | 9 december 2007       | 13 december 2009      | op vrijdag, zaterdag en zondag aankomst/vertrek in Nederland |
| Door België           |                       | |                       |                       | |
| 236/237               | Andromeda             | Hamburg-Altona – Hamburg Dammtor – Hamburg Hbf – Hamburg-Harburg – Bremen Hbf – Osnabrück Hbf – Münster (Westf) Hbf – Dortmund Hbf – Aachen Hbf – Luik-Guillemins – Brussel–Zuid – Quévy - Paris Nord | 9 december 2007       | 14 december 2008      | |
| 242/243               | Perseus               | Berlin Ostbahnhof – Berlin Hbf – Berlin Zoologischer Garten – Berlin–Spandau – Wolfsburg Hbf – Hannover Hbf – Bielefeld Hbf – Aachen Hbf – Luik-Guillemins – Brussel–Zuid - Quévy – Paris Nord | 9 december 2007       | 14 december 2008      | |

## EuroNight-treinen vanuit Nederland en België (1993-2014)
| Treinnummer                          | Naam        | Traject | Bedrijf                            | Eerste rit | Laatste rit | Opmerkingen |
| ------------------------------------ | ----------- | --- | ---------------------------------- | ---------- | --- | ----------- |
| EN 224, 225                          | Donauwalzer | Wien Westbf. – St. Pölten – Linz – Wels – Neumarkt-Kallham – Schärding – Passau – Regensburg – Nürnberg – Würzburg – Köln – Aachen – Verviers – Liège-G. – Bruxelles/Brussel – Gent-St. Pieters – Brugge – Oostende (Overgang landsgrens: Passau, Aachen) | ÖBB, DB                            | 1993       | 1998 |             |
| EN 447, 446 tot 2010 als EN 347, 346 | Jan Kiepura | Amsterdam Centraal – Utrecht Centraal – Arnhem – Emmerich – Oberhausen Hbf – Duisburg Hbf – Düsseldorf Hbf – Köln Hbf – Solingen Hbf (alleen ri. Warschau) – Wuppertal Hbf – Hagen Hbf – Dortmund Hbf – Hamm(Westf) – Bielefeld Hbf – Hannover Hbf (dienst stop) – Berlin Hbf – Berlin Ostbahnhof – Frankfurt Oder (dienst stop) – Rzepin – Poznan Gl. – Konin – Kutno – Warschau Centralna – Warschau Wschodnia (met doorgaande rijtuigen Amsterdam–Warschau–Minsk en Amsterdam–Warschau–Moskou, bovendien doorgaande rijtuigen Basel SBB–Hannover–Warschau–Moskou en doorgaande rijtuigen München Hbf–Moskau tot Fulda als D 50482 daarna aangekoppeld aan CNL 482 tot Hannover en gecombineerd met EN 347 Hannover–Warschau) (Overgang landgrens: Emmerich (Gr), Frankfurt (Oder) (Gr)) | PKP Intercity, DB AutoZug, BC, RZD | 2007       | Amsterdam - Moskou v.v. per 11.12.2011 ingekort tot Amsterdam - Warszawa Wschodnia. Vanaf december 2014 begint en eindigt deze trein in Köln. |             |

## NachtelijkeD–treinenvanuit Nederland en België (jaren 1930 tot rond 1990)
| Treinnummer                         | Naam                             | Traject | Bedrijf                    | Periode van bestaan           |
| ----------------------------------- | -------------------------------- | --- | -------------------------- | ----------------------------- |
| D                                   | Rivièra Express                  | Amsterdam – Keulen – Frankfurt/M – Simplon – Genua – Ventimiglia | DB en FS                   | van 1957 tot 1995             |
| F 108, 107                          | Holland – Italië Express (X)     | Basel SBB |                            | van 1951 tot 1952             |
| F 108, 107                          | Holland – Italië Express (X)     | Amsterdam – Basel SBB – Roma |                            | van 1953 tot 1966             |
| F 93, 92                            | Holland – Italië Express (X)     | Amsterdam – Basel SBB – Roma |                            | van 1967 tot 1969             |
| D 201, 200                          | Holland – Italië Express (X)     | Amsterdam Centraal – Utrecht Centraal – Arnhem – Emmerich – Düsseldorf Hbf – Köln Hbf – Bonn Hbf – Koblenz Hbf – Mainz Hbf – Frankfurt (Main) Hbf – Mannheim Hbf – Karlsruhe Hbf – Basel Bad Bf – Basel SBB (K) – Olten – Zürich HB (K) – (Gotthard route) – Bellinzona – Lugano – Chiasso – Como S. Giovanni – Milano Centrale (Overgang landsgrens: Emmerich (Gr), Basel Bad Bf, Chiasso. Reed dagelijks: Amsterdam – Milano, ma t/m za: Milano – Amsterdam) | NS, DB, SBB/CFF, FS        | van 1970 tot december 2003    |
| D 1200                              | Holland - Italië Express (X)     | Milano Centrale – Domodossola (dienst stop) – (Simplon route) – Brig – (Lötschberg route) – Bern – Olten – Basel SBB (K) – Basel Bad Bf – Karlsruhe Hbf – Mannheim Hbf – Frankfurt(Main)Hbf – Mainz Hbf – Koblenz Hbf – Bonn Hbf – Köln Hbf – Düsseldorf Hbf – Emmerich – Arnhem – Utrecht Centraal – Amsterdam Centraal (Overgang landsgrens: Iselle transito, Basel Bad Bf, Emmerich (Gr). Reed alleen op zo: Milano – Amsterdam) | FS, SBB/CFF, DB, NS        | van ... tot december 2003     |
| D 217, 216                          | Austria Express                  | Amsterdam – Utrecht – tot 1987 Arnhem – Nijmegen – Kleve – na 1987 s-Hertogenbosch – Eindhoven – Venlo – Wien Westbahnhf (Overgang landsgrens: tot 1987 Nijmegen, vanaf 1987 Venlo, Salzburg) |                            | van .... tot 1988             |
| D 218, 219                          | Tauern Express                   | Split – Knin – Ostarije – Karlovac – Zagreb Gl K – Zidani Most – Ljubljana – Kranj – Lesce – Bled – Jesenice – Rosenbach – Villach – Spittal – Millstättersee – Mallnitz – Obervellach – Badgastein – Bad Hofgastein – Schwarzach – St Veith – Bischofshofen – Salzburg – Rosenheim – München Hbf (K) – Augsburg – Ulm – Stuttgart – Heidelberg – Mannheim – Mainz – Koblenz – Bonn – Köln Hbf (K) – Aachen – Verviers – Liège-G. – Brussel – Gent-St. Pieters – Brugge – Oostende (Overgang landsgrens: Salzburg, Aachen) | JZ, ÖBB, DB, DB/ISTG, SNCB | van 1978 tot 1988             |
| D 218, 219                          |                                  | Salzburg – Rosenheim – München Hbf (K) – Augsburg – Ulm – Stuttgart – Heidelberg – Mannheim – Mainz – Koblenz – Bonn – Köln Hbf (K) – Aachen – Verviers – Liège-G. – Brussel – Gent-St. Pieters – Brugge – Oostende (Overgang landsgrens: Salzburg, Aachen) | DB, SNCB                   | van 1988 tot 1991             |
| D 224, 225                          | Wien-Oostende-Express (X)        | Wien Westbf. – St. Pölten – Amstetten – Linz – Wels – Bad Schallerb-Wallern. – Grieskirchen-Gallspach – Neumarkt-Kallham – Schärding – Passau – Plattling – Straubing – Regensburg – Nürnberg – Würzburg – Gemünden – Aschaffenburg – Hanau – Frankfurt am Main Hbf (K) – Mainz – Bingerbrück – Koblenz – Bonn – Köln Hbf (K) – Aachen – Verviers – Liège-G. – Brussel – Gent-St. Pieters – Brugge – Oostende (Overgang landsgrens: Passau, Aachen) | MAV, ÖBB, DB, SNCB         | van 1978 tot 1988             |
| D 224, 225                          | Bayern-Austria-Nachtexpress      | Wien Westbf. – St. Pölten – Amstetten – Linz – Wels – Bad Schallerb-Wallern. – Grieskirchen-Gallspach – Neumarkt-Kallham – Schärding – Passau – Plattling – Straubing – Regensburg – Nürnberg – Würzburg – Gemünden – Aschaffenburg – Hanau – Frankfurt am Main (K) – Mainz – Bingerbrück – Koblenz – Bonn – Köln Hbf (K) – Aachen – Verviers – Liège-G. – Brussel – Gent-St. Pieters – Brugge – Oostende (Doorgaande rijtuigen: Wien-Köln-(D214)-Amsterdam, Amsterdam-(D215)-Köln-(D225)-Wien. Overgang landsgrens: Passau, Aachen) | ÖBB, DB, SNCB, NS          | van 1991 tot 1993             |
| D 1224, 1225                        | Wien-Oostende-Express (X)        | Wien Westbf. – St. Pölten – Amstetten – Linz – Wels – Bad Schallerb-Wallern. – Grieskirchen-Gallspach – Neumarkt-Kallham – Schärding – Passau – Plattling – Straubing – Regensburg – Nürnberg – Würzburg – Gemünden – Aschaffenburg – Hanau – Frankfurt am Main Hbf (K) – Mainz – Bingerbrück – Koblenz – Bonn – Köln Hbf (K) – Aachen – Verviers – Liège-G. – Brussel – Gent-St. Pieters – Brugge – Oostende (Overgang landsgrens: Passau, Aachen) | MAV, ÖBB, DB, SNCB         | van 1988 tot 1991             |
| F 191, 192                          | Holland-Skandinavien-Express (X) | Hoek van Holland – København H / Nyborg / Stockholm |                            | 1951-1966                     |
| F 391, 392                          | Holland-Skandinavien-Express (X) | Hoek van Holland – København H / Nyborg / Stockholm |                            | 1967-19??                     |
| D 231, 230                          | Holland-Skandinavien-Express (X) | |                            | van ???? tot 1988             |
| D 232, 233                          | Nord-Express                     | København H – Næstved st – Nykøbing F st – Rødby F st – (F) – Puttgarden – Lübeck – Hamburg Hbf – Bremen – Osnabrück – Münster – Gelsenkirchen – Essen – Duisburg – Düsseldorf – Köln – Aachen – Welkenraedt – Verviers – Liège – G. – Namur – Charleroi-Sud – Jeumont – Maubeuge – Aulnoye – St. Quentin – Paris-Nord (met ingang van 1986 ingekort København – Aachen. Overgang landsgrens: Rødby F, Aachen*) | DSB, DB, SNCF              | van 1945 tot 11 december 1997 |
| D 1232, 1233                        | Viking-Express                   | Helsingør – København H – Naestved st – Nykøbing F st – Rødby F st – (F) – Puttgarden – Hamburg – Düsseldorf – Köln – Aachen – Verviers – Liège-G. – Namur – Charleroi-Sud – Maubeuge – Paris-Nord (Doorgaande rijtuigen alleen 's zomers 1986/1988: Stockholm (40/41) – Helsingborg – (F) – Helsingør (D 1232/1233) – Paris. In 1989 ingekort København – Paris: doorgaande rijtuigen alleen 's zomers 1989/1992: Helsingør – København (D 1232/1233) – Paris. Overgang landsgrens: Rødby F, Aachen) | SNCF, DB, DB/ISTG          | van 1986 tot 1995             |
| D 234, 235                          |                                  | København H – Næstved st – Nykøbing F st – Rødby F st – (F) – Puttgarden – Lübeck – Hamburg Hbf – Bremen – Osnabrück – Münster – Gelsenkirchen – Essen – Duisburg – Düsseldorf – Köln – Aachen – Welkenraedt – Verviers – Liège-G. – Namur – Charleroi-Süd – Jeumont – Maubeuge – Aulnoye – St. Quentin – Paris-Nord (met ingang van 1981 ingekort Hamburg – Paris. Overgang landsgrens: Rødby F, Aachen) | DSB, DB, SNCB, SNCF        | van 1978 tot 1998             |
| D 240, 241                          | Ost–West–Express                 | Moskwa Bjelorusskaja (15) – Smolensk – Minsk – Brest Centr. (240) – Terespol – Siedlce – Warszawa Gdanska – Kutno – Konin – Poznan Gl. – Zbaszynek – Rzepin – Kunowice – Frankfurt Oder – Berlin Ostbf. – Berlin Friedrichstraße – Berlin Zool. Garten – Berlin – Wannsee – Marienborn – Helmstedt – Braunschweig – Hannover – Minden – Herford – Bielefeld – Hamm – Dortmund – Wanne – Eickel – Gelsenkirchen – Essen – Duisburg – Düsseldorf – Köln – Aachen – Welkenraedt – Verviers – Liège-G. – Namur – Charleroi-Sud – Jeumont – Maubeuge – Aulnoye – St. Quentin – Paris-Nord (Overgang landgrens: Brest, Frankfurt Oder (Gr), Aachen Süd (Gr), Jeumont(fr))                                                                       |                            | van 1960 tot 1998             |
| D 242, 243                          |                                  | Warszawa Wschodnia – Warszawa Centralna – Kutno – Poznan Gl. – Zbaszynek – Rzepin – Kunowice – Frankfurt Oder – Berlin Ostbf – Berlin Friedrichstraße – Berlin Zool. Garten – Berlin-Wannsee – Marienborn – Helmstedt – Braunschweig – Hannover – Minden – Bad Oeynhausen – Herford – Bielefeld – Gütersloh – Hamm – Dortmund – Bochum – Essen – Duisburg – Düsseldorf – Köln – Aachen – Welkenraedt – Verviers – Liège-G.- Namur – Charleroi-Sud – Jeumont – Maubeuge – Aulnoye – St. Quentin – Paris-Nord (Overgang landgrens: Frankfurt Oder (Gr), Aachen Süd (Gr), Jeumont(fr)) | DR, DB, SNCF               | van 1980 tot 1991             |
| D 242, 243                          |                                  | Berlin Ostbf – Berlin Friedrichstraße – Berlin Zool. Garten – Berlin-Wannsee – Marienborn – Helmstedt – Braunschweig – Hannover – Minden – Bad Oeynhausen – Herford – Bielefeld – Gütersloh – Hamm – Dortmund – Bochum – Essen – Duisburg – Düsseldorf – Köln – Aachen – Welkenraedt – Verviers – Liège-G.- Namur – Charleroi-Sud – Jeumont – Maubeuge – Aulnoye – St. Quentin – Paris-Nord (Overgang landgrens: Aachen Süd (Gr), Jeumont(fr)) | DB, SNCF                   | van 1992 tot 1998             |
| D 244, 245                          |                                  | Brest – Terespol – Siedlce – Warszawa Gdanska – Kutno – Konin – Poznan Gl. – Zbaszynek – Rzepin – Kunowice – Frankfurt – Berlin Ostbf. – Berlin Friedrichstr – Berlin Zool. Garten – Berlin-Wannsee – Marienborn – Helmstedt – Braunschweig – Hannover – Minden – Herford – Bielefeld – Gütersloh – Hamm – Dortmund – Wanne-Eickel – Gelsenkirchen – Essen – Duisburg – Düsseldorf – Köln – Aachen (Doorgaande rijtuigen: (SZD) Moskou (D 240) – Warszawa (D 244) – Aachen (D 810) – Oostende, SZD) Oostende (D 1225) – Aachen (D 245) – Rzepin (D 241) – Moskwa. Overgang landgrens: Frankfurt Oder (Gr)) | SZD, PKP, DR, DB, SNCB     | van 1984 tot 1991             |
| D 246, 247                          |                                  | Warszawa Gdanska – Kutno – Poznan – Zbaszynek – Rzepin – Kunowice – Frankfurt/O – Berlin Ostbhf. – Berlin-Friedrichstraße – Berlin-Zoo – Berlin-Wannsee – Marienborn – Helmstedt – Braunschweig – Hannover – Minden – Bad Oeynhausen – Herford – Bielefeld – Gütersloh – Hamm – Unna – Hagen – Wuppertal-Elberfeld – Solingen-Ohligs – Köln – Düren – Aachen – Welkenraedt – Verviers – Liège-G. – Huy Nord – Namur – Charleroi-Sud – Erquelinnes – Jeumont – Maubeuge – Aulnoye – St. Quentin – Paris Nord (Doorgaande rijtuigen: (SZD) Leningrad (25) – Warszawa (D 246) – Paris (alleen 's zomers), (SZD) Paris – Warszawa (26) – Leningrad (alleen 's zomers). Overgang landgrens: Frankfurt Oder (Gr), Aachen Süd (Gr), Jeumont(fr)) | SZD, DB, SNCF              | van 1978 tot 1979             |
| D 246, 247                          |                                  | Warszawa Gdanska – Kutno – Poznan – Zbaszynek – Rzepin – Kunowice – Frankfurt/O – Berlin Ostbhf. – Berlin-Friedrichstraße – Berlin-Zoo – Berlin-Wannsee – Marienborn – Helmstedt – Braunschweig – Hannover – Minden – Bad Oeynhausen – Herford – Bielefeld – Gütersloh – Hamm – Unna – Hagen – Wuppertal-Elberfeld – Solingen-Ohligs – Köln – Düren – Aachen (Doorgaande rijtuigen: (SZD) Leningrad (25) – Warszawa (D 246) – Aachen (D 434) – Paris (alleen 's zomers), (SZD) Paris (D 435) – Aachen (D 247) – Warszawa (26) – Leningrad (alleen 's zomers). Overgang landgrens: Frankfurt Oder (Gr)) | SZD, DB, SNCF              | van 1979 tot 1982             |
| D 296, 297                          |                                  | Amsterdam CS – Utrecht – Eindhoven – Roermond – Sittard – Maastricht – Visé – Liège-G. – Aywaille – Trois-Ponts – Vielsalm – Gouvy – Troisvierges – Clervaux – Ettelbruck – Mersch – Luxembourg – Thionville – Metz – Strasbourg – Sélestat – Colmar – Mulhouse – Basel SBB – Olten – Zofingen – Luzern – Arth – Goldau – Erstfeld – Bellinzona – Lugano – Chiasso – Como – Milano C (K) – Bologna – Imola – Faenza – Forlì – Cesena – Rimini – Rimini Miramare – Riccione – Cattolica S. Giovanni – Gabicce – Persaro – Fano – Senigallia – Falconara Marittima – Ancona (Reed in de periode 1978-1981: Amsterdam – Basel SBB. Winterdienstregeling 1978: alleen Maastricht – Milano / Erstfeld – Maastricht)                            | FS, SBB, CFL               | van 1978 tot 1989             |
| D 430, 431                          | Molière                          | København H – Naestved – Nykøbing F – Rødby F – (F) – Puttgarden – Lübeck – Hamburg – Bremen – Osnabrück – Münster – Hamm – Dortmund – Bochum – Essen – Duisburg – Düsseldorf – Köln – Aachen – Verviers – Liège-G. – Namur – Charleroi-Sud – Maubeuge – St. Quentin – Paris-Nord |                            | van 1983 tot 1987             |
| D 562, 561                          | Bergland Expres                  | Den Haag – Utrecht – Eindhoven – Venlo – Kaldenkirchen – Kufstein – Innsbruck (doorgaande rijtuigen D1562, Rosenheim – Salzburg, D1561 Salzburg – Rosenheim. Reed vr: Den Haag – Innsbruck, za: Innsbruck – Den Haag) |                            | van 1950 tot 1990             |
| D 562, 561 vanaf Basel D 1062, 1061 | Bergland Expres en Hotelplan     | Bergland Expres Den Haag – Utrecht – Eindhoven – Venlo – Kaldenkirchen – Mannheim – Basel Bad Bf – Basel SBB (K) – Olten. Hotelplan Den Haag – Utrecht – Eindhoven – Venlo – Kaldenkirchen – Mannheim – Basel Bad Bf – Basel SBB – Olten – Lutzern. (Doorgaande rijtuigen Bergland Expres D1062, Rosenheim – Salzburg, D1061 Salzburg – Rosenheim, doorgaande rijtuigen Hotelplan D862 Ulm – Reutte, D861 Reutte – Ulm. Reed za: Den Haag – Olten/Lutzern, zo: Olten/Luzern – Den Haag) |                            | van 1982 tot 1985             |
| D 1212, 1213                        |                                  | Villach – Spittal-Millstättersee – Mallnitz-Obervellach – Badgastein – Bad Hofgastein – Schwarzach-St Veith – Bischofshofen – Salzburg – Traunstein – Prien – Rosenheim – München (K) – Augsburg – Esslingen – Heidelberg – Mannheim – Mainz – Koblenz – Köln (K) – Aachen – Verviers – Liège-G. – Brussel – Gent-St-Pieters – Brugge – Oostende (Doorgaande rijtuigen: (SZD) Moskwa (D 240) – Aachen (D 1212) – Oostende, (SNCB/CIWL) København (D 234) – Aachen (D 1212) – Oostende, (DSB) København (D 234) – Aachen (D 1212) – Oostende, (SZD) Oostende – Aachen (D 241) – Moskwa, (SNCB) Oostende – Aachen (D 241) – Warszawa. Overgang landgrens: Salzbug (Gr), Aachen Süd (Gr))                                                    | DB, SNCB                   | van 1980 tot 1982             |
| D 1212, 1213                        |                                  | Villach – Spittal-Millstättersee – Mallnitz-Obervellach – Badgastein – Bad Hofgastein – Schwarzach-St Veith – Bischofshofen – Salzburg – Traunstein – Prien – Rosenheim – München Hbf (K) – Augsburg – Esslingen – Heidelberg – Mannheim – Mainz – Koblenz – Köln Hbf (K) – Aachen – Verviers – Liège-G. – Brussel – Gent-St. Pieters – Brugge – Oostende (Overgang landgrens: Salzbug (Gr), Aachen Süd (Gr)) | DB, SNCB                   | van 1983 tot 1987             |
| D 1212, 1213                        |                                  | Zell am See – Fieberbrunn – St Johann in Tirol – Kitzbühel – Kirchberg in Tirol – Wörgl – Kufstein – Rosenheim – München (K) – Augsburg – (Kornwestheim) – Heidelberg – (Darmstadt) – Mainz – Koblenz – Köln (K) – Aachen – Verviers – Liège-G. – Brussel – Gent-St. Pieters – Brugge – Oostende (Overgang landgrens: Kufstein (Gr), Aachen Süd (Gr)) | DB, SNCB                   | van 1988 tot 1991             |
| D 1412, 1413                        |                                  | Ljubljana – (Jesenice) – Villach – Schwarzach-St-Veith – Salzburg – (Kornwestheim – Mannheim – Mainz – Köln-Süd) – Aachen – Schaarbeek – Brussel-Zuid (Bijzonderheden: Autotransportwagen. Overgang landgrens: Salzbug (Gr), Aachen Süd (Gr)) | SNCB                       | van ???? tot 1996             |
| D 9010, 9011                        |                                  | Ljubljana – (Jesenice) – Villach – Salzburg – (München Nordring – Kornwestheim – Mannheim – Mainz – Oberlahnstein – Köln-Kalk – Aachen) – Schaarbeek (Bijzonderheden: Autotransportwagen. Overgang landgrens: Salzburg (Gr), Aachen Süd (Gr)) | SNCB                       | van ???? tot 1985             |
| D 9020, 9021                        |                                  | Ljubljana – (Jesenice) – Villach – Salzburg – (München Nordring – Kornwestheim – Mannheim – Mainz – Oberlahnstein – Köln-Kalk – Aachen) – Schaarbeek (Bijzonderheden: Autotransportwagen. Overgang landgrens: Salzburg (Gr), Aachen Süd (Gr)) | SNCB                       | van 1978 tot ????             |
| D 9310, 9311                        |                                  | Ljubljana – (Jesenice) – Villach – Schwarzach-St-Veith – Salzburg – (Kornwestheim – Mannheim – Mainz – Köln-Süd) – Aachen – Schaarbeek – Brussel-Zuid (Bijzonderheden: Autotransportwagen. Overgang landgrens: Salzburg (Gr), Aachen Süd (Gr)) | SNCB                       | van 1986 tot ????             |